# Abbedissa

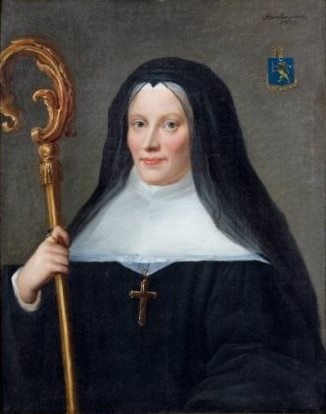
Abbedissan Marguerite de Guillermin. Målning från 1787 utförd av Johann Ernst Heinsius.

En abbedissa (av medeltidslatinets abbatissa) är inom den katolska och den ortodoxa kyrkan titeln på föreståndarinnan för ett nunnekloster. Då den ortodoxa kyrkan inte har några ordnar benämns alla kvinnliga föreståndarinnor abbedissa, men i den katolska kyrkan är titeln reserverad för benediktin-, cisterciens-, kartusian-, birgittin- och klarissföreståndarinnor. Abbedissans ställning är likvärdig med abbotens, bortsett från funktionen som präst. I andra ordnar benämns de "mother superior" (utan någon särskild motsvarighet på svenska) eller priorinna. Stav och ring är två insignier som en abbedissa använder.
Abbedissa emerita är den titel som används efter att innehavaren lämnat sitt uppdrag och betecknar att hon fortfarande är formellt knuten till kyrkan och stiftet och alltjämt bunden vid sina avgivna löften.